# Papa-vento-rajado
O papa-vento-rajado(Anisolepis undulatus) também chamado de Papa-vento-do-sul, é um réptil arborícola de pequeno porte, atingindo de 25 a 30 cm, sendo que a cauda corresponde a dois terços de seu corpo. Lagartos ovíparos, são encontrados no sudeste do Rio Grande do Sul, na Argentina e no Uruguai.
Alimentam-se de insetos e destacam-se por atacar colmeias de abelhas para comê-las.